# Loing
Loing er en 142 km lang flod i det centrale Frankrig og en venstre biflod til Seinen. Floden har sit udspring i 320 meters højde i Sainte-Colombe-sur-Loing i den sydlige del af departementet Yonne og løber ud i Seinen i Saint-Mammès nær Moret-sur-Loing.
48°23′12″N 2°48′09″Ø / 48.3866°N 2.8026°Ø